# HMS Indomitable (R92)
El HMS Indomitable (Numeral 92) fue un portaaviones de cubierta blindada (76 mm) que perteneció a la Real Marina Británica y fue cuarto miembro de la clase Illustrious, compuesta  (en el mismo orden) por el HMS Illustrious, HMS Victorious y el HMS Formidable
A diferencia de sus cuasigemelos, el HMS Indomitable poseía una mayor dotación de aparatos aéreos (55 aviones frente a los 36 de las unidades anteriores).

## Historia
Botado en 1940, en los astilleros Vickers-Armstrong, en Barrow-in-Furness, al igual que sus predecesores llevaba una cubierta cerrada completamente hasta la proa y con blindaje relativamente suficiente de 76 mm, la cintura poseía un blindaje de 112 mm. Fue alistado en octubre de 1941 y enviado en noviembre de ese año a las Antillas para entrenamiento, en un poco auspicioso viaje inaugural ya que encalló en un arrecife coralino en la isla de Jamaica.
Los desperfectos provocados evitaron que el HMS Indomitable se uniera a la fuerza Z del vicealmirante sir Tom Phillips en Singapur, cuyos acorazados HMS Repulse y HMS Prince of Wales resultaron hundidos por ataques aéreos japoneses el 10 de diciembre de 1941.
El HMS Indomitable llegó a la isla de Ceilán  recién el 10 de enero de 1942, cuando ya la situación británica en el lejano oriente estaba muy comprometida.  Se unió a la Fuerza C bajo el mando del almirante James Somerville junto a su portaaviones gemelo, el HMS Formidable.
En abril de 1942, en prevención de las incursiones japonesas sobre la isla de Ceilán, Somerville retiró los portaaviones al atolón de Addu donde intentó una acción nocturna infructuosa contra las fuerzas de Chuichi Nagumo. Una vez retirados del área las fuerzas japonesas retornó a Bombay donde permaneció hasta agosto de 1942.

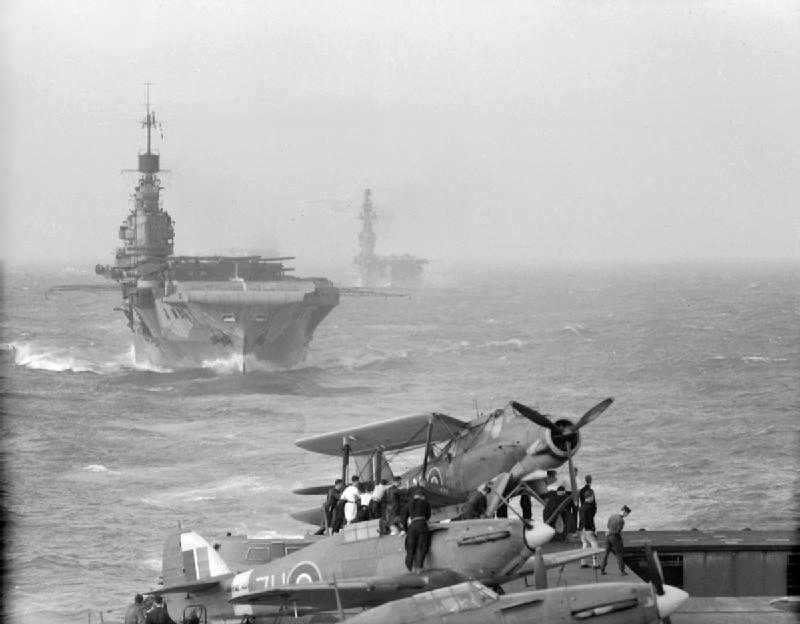
El HMS Indomitable durante la Operación Pedestal (al fondo el)

El HMS Indomitable fue trasladado a apoyar acciones en la costa africana, en la isla de Madagascar y luego en Durbán donde se reunió con su cuasigemelo el HMS Illustrious y luego participó en la Operación Pedestal prestando apoyo a la línea de suministros destinadas a la sitiada isla de Malta. En este escenario tuvo su peor momento ya que fue atacado por Stukas y alcanzado por bombas de 500 kg que penetraron su cubierta blindada en el sector de ascensores causándoles 50 bajas, los daños fueron lo suficientemente graves como para ser enviado a los Estados Unidos para reparación hasta febrero de 1943.
Posteriormente, el 15 de junio de 1943, en apoyo de las acciones en la Operación Husky fue alcanzado por un torpedo lanzado desde un bombardero Ju-88 que destruyó parte de la sala de máquinas y ocasionó una fuerte escora que lo obligó a efectuar reparaciones de emergencia en Alejandría para volver a retornar a los Estados Unidos para reparaciones hasta febrero de 1944.
El HMS Indomitable fue enviado entonces al frente del Pacífico donde se reunió con sus portaaviones gemelos en acciones contra la isla de Sumatra y en la reconquista de Hong Kong donde perdió gran parte de su dotación aérea. En mayo de 1945, sufrió un ataque Kamikaze sobre su cubierta que pudo tener consecuencias graves; pero esta resistió el impacto y explosión. Sus últimas acciones fueron frente a Okinawa donde sus grupos aéreos destruyeron bases de lanchas suicidas.
Finalizada la guerra, retornó a Inglaterra y fue sometido a una larga sustitución de maquinarias, que prolongó en algo su vida útil hasta 1953, fue finalmente desguazado en 1955.